# Rapa (Ermland-Mazurië)
Rapa (Duits: Angerapp; 1938-1945: Kleinangerapp) is een plaats in het Poolse woiwodschap Ermland-Mazurië, gelegen in het district Gołdapski. De plaats maakt deel uit van de landgemeente Banie Mazurskie en telt 140 inwoners.

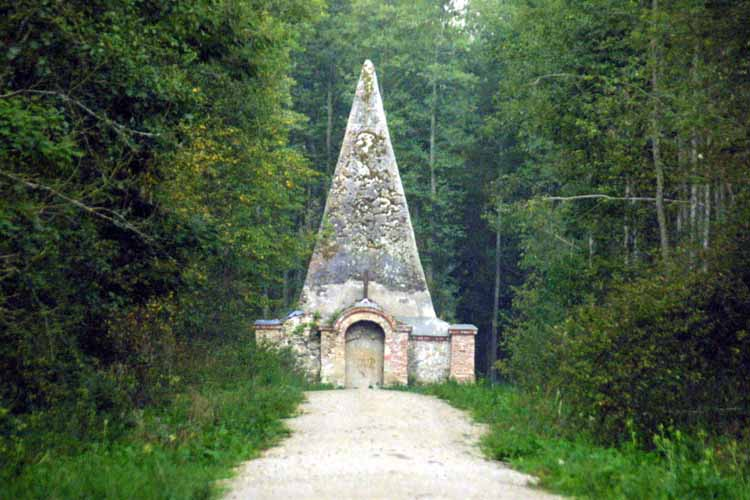
Piramide in Rapa